# Akakios Kakiasvilis
Akakios Kakiasvilis, řecky Ακάκιος Κακιασβίλης, gruzínsky კახი კახიაშვილი (* 13. července 1969, Cchinvali) je řecko-gruzínský vzpěrač narozený v Gruzii. Má tři zlaté olympijské medaile ze tří po sobě jdoucích letních olympiád (Barcelona 1992, Atlanta 1996, Sydney 2000), přičemž na barcelonské olympiádě startoval bez státní příslušnosti, v tzv. sjednoceném týmu, zatímco na druhých dvou již reprezentoval Řecko, svou novou vlast, do níž odešel roku 1994. V letech 1992-1994 též reprezentoval samostatnou Gruzii. Zúčastnil se i olympijských her v Athénách roku 2004. Sedmkrát utvořil světový rekord. Po skončení vzpěračské kariéry se stal vzpěračským trenérem.

## Vyznamenání
- Prezidentský řád znamenitosti – Gruzie, 2018[2]